# Kienersrüti
Kienersrüti là một đô thị ở huyện Seftigen tại bang Bern ở Thụy Sĩ. Đô thị này có diện tích 0,8 km², dân số năm 2005 là 51 người.
Đây là đô thị nhỏ thứ 3 ở tổng bang này. Kinh tế chủ yếu là nông nghiệp.